# Wagneria costata
Wagneria costata är en tvåvingeart som först beskrevs av Fallen 1815.  Wagneria costata ingår i släktet Wagneria och familjen parasitflugor. Arten är reproducerande i Sverige. Inga underarter finns listade i Catalogue of Life.